# کن‌کن

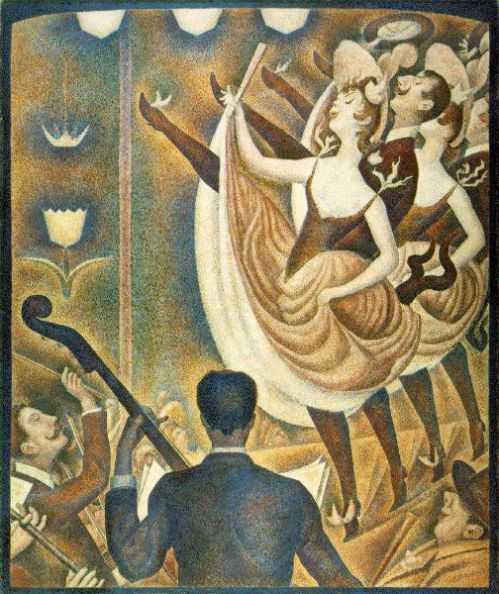

کَن کَن (به انگلیسی: can can) امروزه واژه‌ای برای رقصی نسبتاً سخت و دشوار در تالارهای موسیقی است که توسط گروهی از رقصندگان زن که لباس‌هایی با دامن‌های بلند به همراه زیرپوش و جوراب‌های ساق بلند سیاه پوشیده‌اند انجام می‌شود که این نوع لباس پوشیدن به سال ۱۸۹۰ میلادی بازمی‌گردد.
از ویژگی‌های رقص کن کن باید به بلند کردن دامن توسط رقصندگان و حرکت سریع توسط پاها و انجام حرکات مهیج، هیجان‌آور و تحریک‌آمیز اشاره کرد.
سمفونی نشاط‌آور و شاد ژاک افنباخ با نام Orpheus in the Underworld از معروف‌ترین موسیقی‌های رقص کن کن به‌شمار می‌رود.